# Stela Perin
Stela Perin (ur. 6 maja 1934 w Aradzie) – rumuńska gimnastyczka, uczestniczka Igrzysk Olimpijskich w 1952 w Helsinkach. Na igrzyskach olimpijskich zajęła 25. miejsce w wieloboju gimnastycznym.